# Вивалдан
«Вивалда́н» (порт.-браз. Vivaldão) или «Стадион Вивалдо Лима» (порт.-браз. Estádio Vivaldo Lima) — многоцелевой стадион в городе Манаус, Бразилия. Использовался преимущественно для проведения футбольных матчей.
Стадион принадлежал правительству Штата Амазонас и носил имя Вивалдо Лимы, основателя футбольной команды «Насьонал Фаст Клуб». В 2010 году был снесён, на его месте построен стадион «Амазония».

## История
Строительство проходило в 1958—1970 годах. К 1970 году арена, наконец, была построена и матч открытия был сыгран здесь 5 апреля того же года. Вторая сборная Бразилии обыграла сборную звёзд штата Амазонас со счётом 4:1, причём вскоре и основная сборная Бразилии повторила этот же результат. Первый гол в истории арены забил нападающий второй сборной Бразилии Дада Маравилья.
Рекорд посещаемости арены Вивалдан был установлен 9 марта 1980 года, когда на игре «Фаст Клуба» и «Нью-Йорк Космоса» из США присутствовали 56 950 зрителей. Матч закончился со счётом 0:0.
31 мая 2009 года Манаус был выбран в качестве одного из городов, которые примут матчи финальной стадии чемпионата мира 2014 года. К этому событию на месте «Вивалдана» был построен новый стадион — «Амазония».
19 марта 2010 года Вивалдан был закрыт. Стадион был снесён 7 октября того же года. На его месте была построена «Амазония».